# Адарнасе Шавліані
Адарнасе Шавліані (груз. ადარნასე შავლიანი) — цар Абхазії до 887 року з династії Шавліані. Син узурпатора Іоанна Шавліані, успадковував після нього трон Абхазії. Приблизно 879 року тимчасово поступається Шида-Іберією вірменському царю Ашоту I.
У 887 році до Абхазії повернувся Баграт син Деметрія II, який переховувався у Константинополі. За підтримки візантійської армії він повернув собі трон, та стратив Адарнасе.